# جزر ناز
جزر ناز (الفارسية: جزایر ناز، ويطلق عليها بالإنجليزية: Naaz islands وأيضًا Naz) هما جزيرتان مديتان تقعان في الخليج العربي، على شاطئ جزيرة قشم. عند حدوث انخفاض للمد، تربط منطقة المد والجزر في قشم الجزر بالشاطئ، وعند ارتفاع المد تغمر المياه المنطقة الساحلية وتتحول التلتان إلى جزيرتين منفصلتين. وتعد جزر ناز من المعالم السياحية في جزيرة قشم وجنوب إيران.